# MKBT Műsorfüzet

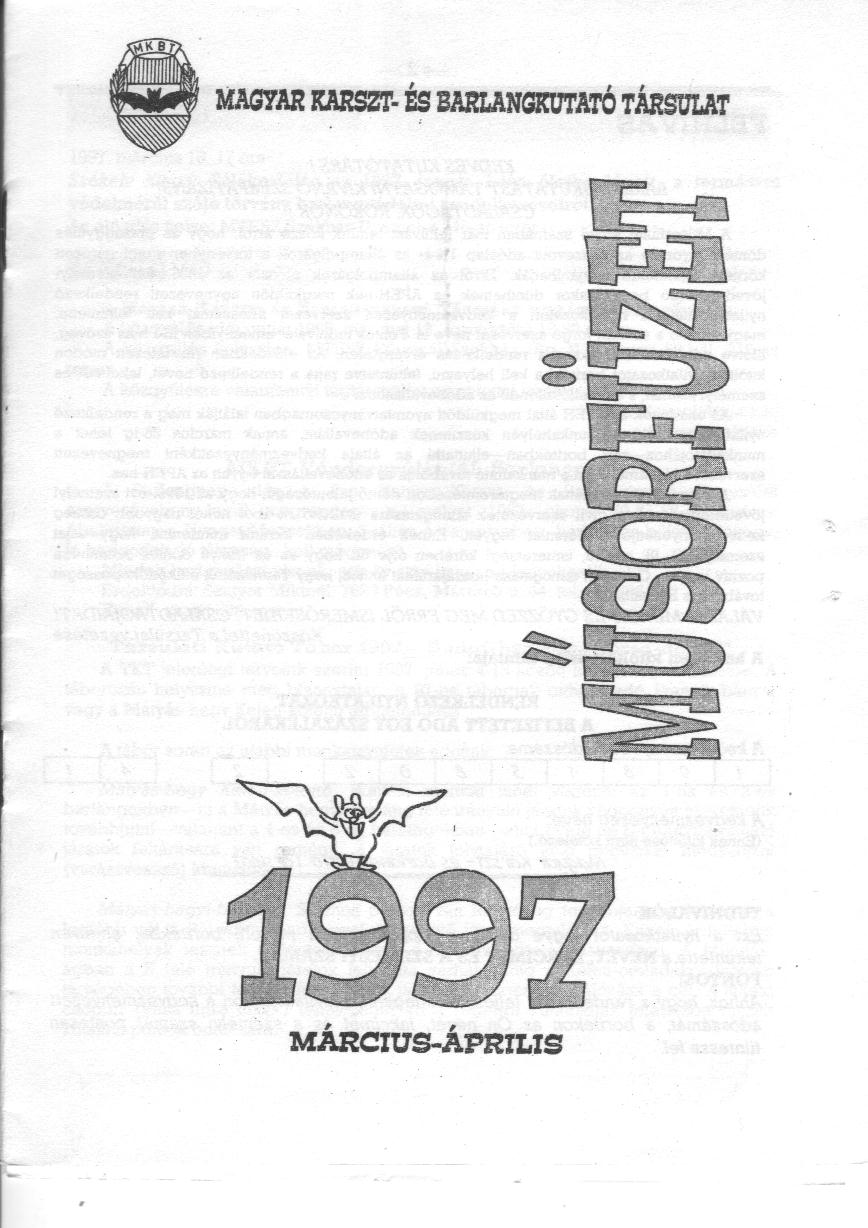
Az MKBT Műsorfüzet 1997 március-áprilisi számának címoldala

Az MKBT Műsorfüzet a Magyar Karszt- és Barlangkutató Társulat kiadványa volt. 1979-től 1997-ig jelent meg.

## Leírása
Az MKBT Meghívó utódlapja volt, annak átnevezéséből jött létre 1979-ben. Utódja 1998-ban az MKBT Tájékoztató kiadvány lett, az MKBT Elnökségének az 1997. szeptember 25-i ülésén elhatározták, hogy a társulat legkomolyabb publikációs fórumának számító Műsorfüzet rangosabb legyen. Ezért a kiadvány a következő évtől MKBT Tájékoztató néven került kiadásra. A tagság, füzetenként átlagosan 20 oldalon, értesülhetett a rendezvények időpontjáról, beszámolókról, híreket kapott, értesült a felfedezésekről.

## Adatok
1979-től 1997-ig 112 füzete jelent meg (körülbelül 3000 oldal terjedelemben), évente hat alkalommal (azonban 1979-ben, 1988-ban és 1992-ben történtek összevonások). A Műsorfüzet formátuma A/5, amelybe a korábbi A/4-es lapok információtartalmát helyezték el a szerkesztők.
Szerkesztői
- Az 1979. január–februári (első) számtól az 1992. július–szeptemberi számig a Társulat titkársága szerkesztette.
- Az 1992. októberi számtól az 1992. november–decemberi számig Fleck Nóra szerkesztette.
- Az 1993. január–februári számtól az 1997. november–decemberi számig (a Műsorfüzet megszűnéséig) Fleck Nóra és Kósa Attila szerkesztette.

Felelős kiadó
Az 1995. május–júniusi számtól az 1997. november–decemberi számig Hevesi Attila volt felelős kiadója.

## Füzetei
- 1979 január–február
- 1979 március–április
- 1979 május–június
- 1979 július–augusztus
- 1979 szeptember–december
- 1980 január–február
- 1980 március–április
- 1980 május–június
- 1980 július–augusztus
- 1980 szeptember–október
- 1980 november–december
- 1981 január–február
- 1981 március–április
- 1981 május–június
- 1981 július–augusztus
- 1981 szeptember–október
- 1981 november–december
- 1982 január–február
- 1982 március–április
- 1982 május–június
- 1982 július–augusztus
- 1982 szeptember–október
- 1982 november–december
- 1983 január–február
- 1983 március–április
- 1983 május–június
- 1983 július–augusztus
- 1983 szeptember–október
- 1983 november–december
- 1984 január–február
- 1984 március–április
- 1984 május–június
- 1984 július–augusztus
- 1984 szeptember–október
- 1984 november–december
- 1985 január–február
- 1985 március–április
- 1985 május–június
- 1985 július–augusztus
- 1985 szeptember–október
- 1985 november–december
- 1986 január–február
- 1986 március–április
- 1986 május–június
- 1986 július–augusztus
- 1986 szeptember–október
- 1986 november–december
- 1987 január–február
- 1987 március–április
- 1987 május–június
- 1987 július–augusztus
- 1987 szeptember–október
- 1987 november–december
- 1988 január–február
- 1988 március–április
- 1988 május–június
- 1988 július–szeptember
- 1988 október
- 1989 január–február
- 1989 március–április
- 1989 május–június
- 1989 július–augusztus
- 1989 október
- 1989 november–december
- 1990 január–február
- 1990 március–április
- 1990 május–június
- 1990 július–augusztus
- 1990 szeptember–október
- 1990 november–december
- 1991 január–február
- 1991 március–április
- 1991 május–június
- 1991 július–augusztus
- 1991 szeptember–október
- 1991 november–december
- 1992 január–február
- 1992 március–április
- 1992 május–június
- 1992 július–szeptember
- 1992 október
- 1992 november–december
- 1993 január–február
- 1993 március–április
- 1993 május–június
- 1993 július–augusztus
- 1993 szeptember–október
- 1993 november–december
- 1994 január–február
- 1994 március–április
- 1994 május–június
- 1994 július–augusztus
- 1994 szeptember–október
- 1994 november–december
- 1995 január–február
- 1995 március–április
- 1995 május–június
- 1995 július–augusztus
- 1995 szeptember–október
- 1995 november–december
- 1996 január–február
- 1996 március–április
- 1996 május–június
- 1996 július–augusztus
- 1996 szeptember–október
- 1996 november–december
- 1997 január–február
- 1997 március–április
- 1997 május–június
- 1997 július–augusztus
- 1997 szeptember–október
- 1997 november–december.

## Elektronikus változat
- Magyar Elektronikus Könyvtár Elektronikus Periodika Archívum
- barlang.hu